# Cervical apodeme
Cervical apodeme, posterior ramus of occipital process (pl. apodema szyjna, tylne ramię wyrostka potylicznego) – apodema szyi owadów.
Apodema ta stanowi przedłużenie cervical prominence i położona jest w tylnej jego części. Stwierdzona u błonkówek. Stanowi końcowy punkt przyczepu mięśni z grupy "mięśni bocznoszyjnych" (ang. laterocervical muscles), w tym: anterior pronoto-laterocervical muscle i posterior pronoto-laterocervical muscle.